# النادي الأهلي الماطري
النادي الأهلي الماطري هو نادي كرة قدم تونسي، تأسس عام 1947. وهو ينشط في الرابطة الجهوية ببنزرت في موسم 2023–24.